# Abdeslam Chraïbi
Pour les articles homonymes, voir Chraïbi.
Abdeslam Chraïbi est un acteur marocain (né en 1936 à Marrakech et décédé le 23 avril 2006. 

## Biographie
Il commença sa carrière dans le théâtre comme acteur et dramaturge dans les années 1960 dans sa ville natale, avec la troupe Al Wifak et puis avec le groupe Al national Maamoura.
Par la suite, il cofonde avec de grands noms du théâtre comme Abdeljabbar Louzir et Mohammed Belkass la troupe « Al Wafaa Al Mourakouchiya ».
En tant qu'auteur de théâtre, il réalise de grandes pièces comme al-Harraz, Sidi Kaddour El Alami, Bent El-Kharraz, Maksour Ejanah et d'autres, et collabore avec les grands de la scène artistique marocaine comme Tayeb Saddiki, Naïma el-Mcherki, Mustapha el-Khyate, Mustapha Dassoukine et beaucoup d'autres.
Le 23 avril 2006, il trouva la mort dans un accident de circulation survenu près de Larache après avoir assisté, en tant que membre de la commission nationale du fonds d'aide au théâtre, à une pièce d'une troupe locale candidate au soutien à la production théâtrale.

## Pièces de théâtre
Il est l'auteur de plusieurs pièces de théâtre à succès dont :
- al-Harraz
- Sidi Kaddour El Alami
- Dar Ennassyane"
- Bent El-Kharraz
- Ana we Khti
- Li ma Aarfak khasrak
- Maksour Ejanah
- Lbasse Kaddak Iwatik
- Tamou Eddehab